# Scabiosa olivieri
Scabiosa olivieri là một loài thực vật có hoa trong họ Kim ngân. Loài này được Coult. miêu tả khoa học đầu tiên năm 1823.